# Роуленд, Оливер
Оливер Эрик Роуленд (родился 10 августа 1992 года, Барнсли, Великобритания) — британский гонщик. Чемпион мира Формулы-E в сезоне 2024/2025. В настоящее время является гонщиком команды Nissan Formula E Team в Формуле-E. Ранее он выступал за Manor Motorsport в сезоне WEC 2018 года, а также ранее был молодым гонщиком команды Williams F1 в сезоне Формулы-1 2018 года.

## Карьера

### Картинг
Родившись в Барнсли, Роуленд начал заниматься картингом в возрасте семи лет и провел десять успешных гонок в различных классах по всему Соединенному Королевству. Заняв второе место в Super 1 National Cadet Championship в 2002 году, Роуленд выиграл чемпионат в течение следующих двух лет. В 2005 году Роуленд перешел в серию JICA class и снова занял второе место в чемпионате, отстав всего на два очка от Уилла Стивенса. Роуланд также едва не упустил титул в 2006 году, финишировав на одно очко позади чемпиона Джека Харви, а также был вторым в Кубке Монако по картингу за Zip Kart, позади Скотта Дженкинса из Millennium Motorsport. Он также занял 20-е место на чемпионате Европы в этом классе. После двух предыдущих кампаний на втором месте Роуланд занял титул Super 1 JICA в 2007 году, на 30 очков опередив ближайшего соперника Тома Джойнера. Однако Джойнер все же принял участие в Открытом чемпионате Великобритании, где Роуленд занял третье место. В континентальных гонках Роуленд смог финишировать только 25-м в Монако и 37-м на чемпионате Европы. В 2008 году Роуленд перешел в класс KF2 и стал членом команды Tony Kart Racing. Роуленд выиграл чемпионат мира CIK-FIA, а также занял третье место в Международной серии WSK и пятое место на чемпионате Европы. Он также участвовал в Азиатско-Тихоокеанской серии KF1, где занял одиннадцатое место.
В 2009 году Роуленд провел большую часть сезона в Super KF, выступая за Chiesa Corse. Он занял шестое место на чемпионате Европы, девятое — на Кубке Мира и двенадцатое — на Чемпионате Мира; его лучший результат был достигнут на South Garda Winter Cup, где он занял четвертую позицию. Роуланд остался в Super KF в 2010 году, где он выиграл свой второй Кубок мира, а также занял 16-е место в версии серии KZ1.

### Формула Renault
Роуленд оставил картинг и вошел в Формулу-Рено, соревнуясь в зимней серии Британской Формулы-Рено 2010 г. с CRS Racing. Он также получил спонсорскую помощь от Racing Steps Foundation, который финансировал его выступление в автогонках. Он занял два двенадцатых места в своей первой гоночной встрече в Снеттертоне, но в конечном итоге одержал свою первую победу в финальной гонке чемпионата, в Пембри. Победа помогла подняться на седьмое место в турнирной таблице чемпионата, финишировав с равным количеством очков с Люком Райтом.
В 2011 году Роуленд перешел в Fortec Motorsport для участия в полноценной британской чемпионской кампании. Роуленд занял свой первый подиум в сезоне, заняв третье место в Донингтон — Парке. Последние семь гонок Роуленда были лучшими в чемпионате: четыре победы, четыре быстрых круга, три поула и три вторых места. В результате Роуленд стал победителем Кубка выпускников для молодых гонщиков, а также финишировал вторым после партнера по команде Алекса Линна в главном чемпионате; второе место было закреплено только на последнем круге финальной гонки, установив самый быстрый круг, набрав два бонусных очка, чтобы переместить его в ничью по очкам с Тио Эллинасом, но с четырьмя победами к двум у Эллинаса. Он также участвовал в финальной серии Формулы-Рено Великобритании и комфортно выиграл чемпионат с четырьмя победами в шести гонках. Роуленд был номинирован на премию McLaren Autosport BRDC за его выступления в основной серии. 4 декабря 2011 года, после оценочных испытаний, проведенных в Сильверстоуне, Роуленд был назван победителем премии, получив денежный приз в размере 100 000 фунтов стерлингов и тест Формулы-1 с McLaren. он возглавил чемпионат Еврокубка Формулы-Рено 2.0, одержав свою третью победу в сезоне 2013 года на Red Bull Ring, в итоге завершив сезон вторым в турнирной таблице.
Он был частью программы молодых гонщиков McLaren в 2007—2010 годах

### Формула Рено 3.5
В июле 2013 года Роуленд подписал контракт с Fortec Motorsport на участие в гонках серии Формула-Рено 3.5 в сезоне 2014 года. Он занял четвертое место в общем зачете с двумя победами и семью подиумами.
Роуленд продолжил работу с Fortec Motorsport в 2015 году в Формуле-Рено 3.5. Он выиграл восемь гонок из 17, став чемпионом в предпоследнем раунде.
Роуленд выиграл тест с Red Bull F1 в Сильверстоуне за лидерство в серии в 2015 году.

### Формула-E
Роланд соревновался в 2015 году в ЕПри Пунта-дель-Эсте с Mahindra Racing, вместо Ника Хайдфельда. Он занял 13-е место.
В сезоне 2016-17 годов Роуленд был нанят Renault e.Dams в качестве резервной замены Себастьена Буэми для ЕПри Мехико в 2017 году.
В ноябре 2018 года Роуленд присоединился к чемпионату с новым ребрендингом Nissan e.Dams после ухода Александра Албона в Toro Rosso. он завоевал свой первый поул в Формуле Е в ЕПри Санья и занял второе место в гонке, которая стала его первым подиумом в Формуле Е.

### Серия GP2
В 2015 году Роуленд дебютировал на GP2 в Сильверстоуне с MP Motorsport. Он финишировал в очках в обеих гонках.
В сезоне 2016 года Роуленд соревновался в серии в команде MP Motorsport и финишировал девятым.
В сезоне 2017 года Роуленд перешел в команду DAMS, заняв третье место в чемпионате.

### Формула-1
В феврале 2016 года Роуленд был утвержден в качестве участника программы молодых водителей Renault.
В апреле 2017 года подписан на роль гонщика по развитию команды Renault F1.
В феврале 2018 года Роуленд был утвержден в качестве официального младшего пилота Williams Martini Racing.

## Результаты выступлений

### Сводная таблица
| Сезон   | Серия                                 | Команда             | Старты | Победы | Поулы | БК | Подиумы | Очки | Место |
| ------- | ------------------------------------- | ------------------- | ------ | ------ | ----- | -- | ------- | ---- | ----- |
| 2010    | Британская Формула-Рено Зимняя серия  | CRS Racing          | 6      | 1      | 0     | 0  | 1       | 95   | 7-й   |
| 2011    | Британская Формула-Рено               | Fortec Motorsport   | 20     | 4      | 3     | 4  | 13      | 475  | 2-й   |
| 2011    | Британская Формула-Рено Finals Series | Fortec Competition  | 6      | 4      | 0     | 3  | 6       | 190  | 1-й   |
| 2012    | Еврокубок Формулы-Рено                | Fortec Motorsport   | 14     | 1      | 0     | 0  | 3       | 109  | 3-й   |
| 2013    | Еврокубок Формулы-Рено                | Manor MP Motorsport | 14     | 3      | 2     | 2  | 8       | 179  | 2-й   |
| 2013    | Североевропейский кубок Формулы-Рено  | Manor MP Motorsport | 8      | 4      | 4     | 4  | 8       | 208  | 4-й   |
| 2013    | Pau Trophy Формулы-Рено               | Manor MP Motorsport | 1      | 0      | 0     | 0  | 0       | -    | 4-й   |
| 2014    | Формула-Рено 3.5                      | Fortec Motorsports  | 17     | 2      | 3     | 1  | 7       | 181  | 4-й   |
| 2015    | Формула-Рено 3.5                      | Fortec Motorsports  | 17     | 8      | 7     | 4  | 13      | 307  | 1-й   |
| 2015    | GP2                                   | MP Motorsport       | 4      | 0      | 0     | 0  | 0       | 3    | 21-й  |
| 2015    | GP2                                   | Status Grand Prix   | 3      | 0      | 0     | 0  | 0       | 3    | 21-й  |
| 2015-16 | Formula E                             | Mahindra Racing     | 1      | 0      | 0     | 0  | 0       | 0    | 21-й  |
| 2016    | GP2                                   | MP Motorsport       | 22     | 0      | 0     | 0  | 4       | 107  | 9-й   |
| 2017    | Формула-2                             | DAMS                | 22     | 2      | 1     | 2  | 10      | 191  | 3-й   |
| 2018    | Blancpain GT Series Endurance Cup     | Strakka Racing      | 2      | 0      | 0     | 0  | 0       | 6    | 41-й  |
| 2018    | 24 часа Ле-Мана                       | CEFC TRSM Racing    | 1      | 0      | 0     | 0  | 0       | -    | НФ    |
| 2018    | Intercontinental GT Challenge         | Mercedes-AMG        | 1      | 0      | 0     | 0  | 0       | 6    | 22-й  |
| 2018/19 | Formula E                             | Nissan e.Dams       | 13     | 0      | 3     | 0  | 2       | 71   | 10-й  |
| 2018/19 | FIA WEC                               | CEFC TRSM Racing    | 1      | 0      | 0     | 0  | 0       | 0    | НК    |
| 2019/20 | Formula E                             | Nissan e.Dams       | 11     | 1      | 1     | 1  | 1       | 83   | 5-й   |
| 2020/21 | Formula E                             | Nissan e.Dams       | 15     | 0      | 1     | 1  | 2       | 77   | 14-й  |

### Результаты выступлений в Formula Renault 3.5 Series
| Год  | Команда            | 1       | 2        | 3       | 4       | 5       | 6          | 7       | 8          | 9       | 10      | 11         | 12      | 13       | 14       | 15      | 16      | 17      | Поз | Очки |
| ---- | ------------------ | ------- | -------- | ------- | ------- | ------- | ---------- | ------- | ---------- | ------- | ------- | ---------- | ------- | -------- | -------- | ------- | ------- | ------- | --- | ---- |
| 2014 | Fortec Motorsports | MNZ 1 6 | MNZ 2 10 | ALC 1 3 | ALC 2 1 | MON 1 5 | SPA 1 Сход | SPA 2 3 | MSC 1 Сход | MSC 2 5 | NÜR 1 4 | NÜR 2 Сход | HUN 1 3 | HUN 2 4  | LEC 1 13 | LEC 2 3 | JER 1 2 | JER 2 1 | 4-й | 181  |
| 2015 | Fortec Motorsports | ALC 1   | ALC 2 3  | MON 1 6 | SPA 1 5 | SPA 2 1 | HUN 1 3    | HUN 2 1 | RBR 1      | RBR 2   | SIL 1 2 | SIL 2 1    | NÜR 1   | NÜR 2 10 | BUG 1    | BUG 2 8 | JER 1   | JER 2   | 1-й | 307  |

### Результаты выступлений в GP2 Series / FIA Formula 2 Championship
| Год  | Команда                                        | 1            | 2            | 3           | 4            | 5           | 6              | 7           | 8               | 9            | 10           | 11           | 12            | 13           | 14              | 15            | 16           | 17             | 18            | 19            | 20               | 21             | 22            | Место | Очки |
| ---- | ---------------------------------------------- | ------------ | ------------ | ----------- | ------------ | ----------- | -------------- | ----------- | --------------- | ------------ | ------------ | ------------ | ------------- | ------------ | --------------- | ------------- | ------------ | -------------- | ------------- | ------------- | ---------------- | -------------- | ------------- | ----- | ---- |
| 2015 | MP Motorsport (1-18) Status Grand Prix (19-22) | БАХ1 гонка   | БАХ1 спринт  | ИСП гонка   | ИСП спринт   | МОН гонка   | МОН спринт     | АВТ гонка   | АВТ спринт      | ВЕЛ гонка 10 | ВЕЛ спринт 7 | ВЕН гонка    | ВЕН спринт    | БЕЛ гонка НК | БЕЛ спринт Сход | ИТА гонка     | ИТА спринт   | РОС гонка      | РОС спринт    | БАХ2 гонка 22 | БАХ2 спринт Сход | ОАЭ гонка 15   | ОАЭ спринт C  | 21-й  | 3    |
| 2016 | MP Motorsport                                  | ИСП гонка 10 | ИСП спринт 6 | МОН гонка 3 | МОН спринт 7 | АЗЕ гонка 4 | АЗЕ спринт 15† | АВТ гонка 6 | АВТ спринт 2    | ВЕЛ гонка 3  | ВЕЛ спринт 3 | ВЕН гонка 11 | ВЕН спринт 6  | ГЕР гонка 5  | ГЕР спринт 5    | БЕЛ гонка 10  | БЕЛ спринт 6 | ИТА гонка 9    | ИТА спринт 9  | МАЗ гонка 12  | МАЗ спринт 8     | ОАЭ гонка Сход | ОАЭ спринт 11 | 9-й   | 107  |
| 2017 | DAMS                                           | БАХ гонка 5  | БАХ спринт 3 | БАР гонка 3 | БАР спринт 2 | МНК гонка 1 | МНК спринт 9   | БАК гонка 7 | БАК спринт Сход | РБР гонка 4  | РБР спринт 3 | СИЛ гонка 3  | СИЛ спринт 17 | ХУН гонка 1  | ХУН спринт 2    | СПА гонка ДСК | СПА спринт 8 | МНЦ гонка Сход | МНЦ спринт 11 | ХЕР гонка 2   | ХЕР спринт 3     | ЯСМ гонка ДСК  | ЯСМ спринт 7  | 3-й   | 191  |

† Гонщик не завершил гонку, но был классифицирован, так как завершил более 90 % дистанции.

### Результаты выступлений в Formula E
| Год     | Команда         | Шасси                 | Двигатель                     | 1     | 2      | 3        | 4       | 5        | 6      | 7     | 8       | 9     | 10    | 11       | 12      | 13     | 14     | 15    | Очки | Поз  |
| ------- | --------------- | --------------------- | ----------------------------- | ----- | ------ | -------- | ------- | -------- | ------ | ----- | ------- | ----- | ----- | -------- | ------- | ------ | ------ | ----- | ---- | ---- |
| 2015/16 | Mahindra Racing | Spark-Renault SRT 01E | Mahindra M2ELECTRO            | ПЕК   | ПУТ    | ПДЭ 13   | БУЭ     | МЕХ      | ЛБЧ    | ПАР   | БЕР     | ЛОН   | ЛОН   |          |         |        |        |       | 0    | 21-й |
| 2018/19 | Nissan e.dams   | Spark SRT05e          | Nissan IM01                   | ДИР 7 | МАР 15 | САН Сход | МЕХ 20† | ГКГ Сход | СНЬ 2  | РИМ 6 | ПАР 12  | МОН 2 | БЕР 8 | БРН Сход | НЙК 14  | НЙК 6  |        |       | 71   | 10-й |
| 2019/20 | Nissan e.dams   | Spark SRT05e          | Nissan IM02                   | ДИР 4 | ДИР 5  | САН 17   | МЕХ 7   | МАР 9    | БЕР 14 | БЕР 7 | БЕР 6   | БЕР 5 | БЕР 1 | БЕР Сход |         |        |        |       | 83   | 5-й  |
| 2020/21 | Nissan e.dams   | Spark SRT05e          | Nissan IM02 (1-6) IM03 (7-15) | ДИР 6 | ДИР 7  | РИМ 12   | РИМ 16  | ВАЛ ДСК  | ВАЛ 4  | МОН 6 | ПУЭ ДСК | ПУЭ 3 | НЙК 7 | НЙК 19   | ЛОН ДСК | ЛОН 18 | БЕР 13 | БЕР 2 | 77   | 14-й |

† Гонщик не завершил гонку, но был классифицирован, так как завершил более 90 % дистанции.